# Chi può batterci?
Chi può batterci? è un programma televisivo italiano, in onda su Rai 1 dal 2024 condotto da Marco Liorni.

## Il programma
Il programma, basato sul format francese Qui peut nous battre?, trasmesso sul canale M6 e distribuito col titolo internazionale Who can beat us? è un mix tra gioco, spettacolo e divertimento. Nella trasmissione, i 101 spettatori in studio hanno un ruolo centrale e attivo e devono sfidare una squadra di sei celebrità del mondo della televisione, dello spettacolo e dello sport, in una serie di prove che metteranno alla prova intelligenza, abilità e cultura generale dove anche il conduttore avrà un ruolo duplice e inedito: non solo presenterà il programma, ma sarà anche capitano e giocatore della squadra dei VIP. 
Il gioco si articola in sei prove, ognuna delle quali sarà dedicata a una diversa materia. Durante ciascuna fase, uno dei membri della squadra dei VIP si metterà in gioco come portavoce, cercando di ottenere il punteggio più alto possibile per il proprio team. Al termine delle sei manches, il concorrente più bravo del pubblico avrà la chance di sfidare, uno dopo l’altro, tutti e sei i componenti della squadra VIP capitanata dal conduttore. Se il concorrente riuscirà a battere tutti i VIP, vincerà il montepremi.

## Svolgimento
Il gioco si articola in tre fasi, dove si sfidano una squadra composta da sei celebrità capitanata dal conduttore e un pubblico composto da 101 concorrenti, i quali devono rispondere correttamente a delle domande di cultura generale.

### Prima manche: 1 contro 101
In questa manche, ognuno dei VIP deve rispondere a quattro domande su una determinata materia con quattro opzioni di risposta. Inoltre, in questa fase di la squadra dei VIP sarà di volta in volta rappresentata da un portavoce che potrà essere eletto dagli stessi o dai 101 concorrenti in studio. Ad ogni domanda devono rispondere prima i 101 concorrenti seduti in platea, in sette secondi di tempo, mentre ogni VIP avrà tutto il tempo che vuole per rispondere con la possibilità di consultarsi con i membri della sua squadra. Se la celebrità avrà dato la risposta sbagliata la domanda si annulla, mentre se avrà dato la risposta corretta, tutti i concorrenti presenti in platea che hanno dato la risposta sbagliata saranno eliminati.
Dopo quattro domande, il concorrente in platea che ha dato tutte e quattro le risposte esatte nel minor tempo possibile si qualificherà nella successiva manche di gioco.

### Seconda manche: Il faccia a faccia
In questa fase, il migliore concorrente fra quelli in platea e i VIP si sfideranno in un gioco composto da dodici domande, di cui sei a testa, in cui, a turno, il VIP e il concorrente devono fare degli abbinamenti e delle associazioni tra otto opzioni di risposta indicate e sei immagini progressivamente proposte dal conduttore, in cui due non saranno oggetto di associazione.
Al termine della manche, se il concorrente avrà indovinato più abbinamenti, vincerà un premio di 5.000 euro in gettoni d'oro, mentre se a vincere sarà la celebrità, il premio andrà ad alimentare il jackpot finale di puntata.
In caso di parità, si procederà con una domanda di spareggio alla quale occorrerà rispondere indicando un numero e vincerà chi si sarà maggiormente avvicinato, per eccesso o per difetto, al numero della risposta esatta. 
Dopo cinque manches, di cui una per ogni celebrità in studio, si andrà al gioco finale.

### Terza manche: Il faccia a faccia finale
Nel faccia a faccia finale, a turno tutti i VIP sfideranno il migliore fra i 101 concorrenti seduti in platea, selezionato in base al numero di risposte corrette date nel corso dell’intera puntata. In questa speciale sfida, il concorrente non famoso affronterà tutte le celebrità in studio compreso il conduttore, i quali devono rispondere a sei domande che hanno come risposta un numero e chi dei due dà il numero che più si avvicina a quello esatto conquista un punto. Al termine di tutte le domande, se il concorrente preso dalla platea avrà conquistato più punti dei VIP vincerà il montepremi in palio, altrimenti, se a vincere sarà la squadra VIP, il montepremi si accumulerà nella puntata successiva.
Il montepremi massimo che si può vincere in una puntata è di 35.000 euro.

## Edizioni
| Edizione       | Conduzione   | Messa in onda     | Messa in onda     | Rete  | Puntate | Sede | Studio televisivo                | Regia               |
| Edizione       | Conduzione   | Inizio            | Fine              | Rete  | Puntate | Sede | Studio televisivo                | Regia               |
| -------------- | ------------ | ----------------- | ----------------- | ----- | ------- | ---- | -------------------------------- | ------------------- |
| Puntata pilota | Marco Liorni | 21 settembre 2024 | 21 settembre 2024 | Rai 1 | 1       | Roma | Studio 5 del CPTV Dear Nomentano | Cristiano D'Alisera |
| 1ª             | Marco Liorni | 7 giugno 2025     | 21 giugno 2025    | Rai 1 | 3       | Roma | Studio 5 del CPTV Dear Nomentano | Cristiano D'Alisera |

## Puntate

### Puntata pilota
| Puntata | Data              | Capitano     | Concorrenti  | Concorrenti | Concorrenti      | Concorrenti       | Concorrenti    | Telespettatori | Share  |
| ------- | ----------------- | ------------ | ------------ | ----------- | ---------------- | ----------------- | -------------- | -------------- | ------ |
| 1       | 21 settembre 2024 | Marco Liorni | Romina Power | Max Giusti  | Diana Del Bufalo | Pierpaolo Spollon | Ivan Zazzaroni | 2 117 000      | 15,70% |

### Prima edizione
| Puntata | Data           | Capitano     | Concorrenti         | Concorrenti          | Concorrenti        | Concorrenti        | Concorrenti     | Presenze fisse                        | Ospiti               | Telespettatori | Share  |
| ------- | -------------- | ------------ | ------------------- | -------------------- | ------------------ | ------------------ | --------------- | ------------------------------------- | -------------------- | -------------- | ------ |
| 1       | 7 giugno 2025  | Marco Liorni | Massimo Ghini       | Gloria Guida         | Natasha Stefanenko | Francesca Manzini  | Max Tortora     | Gemelli di Guidonia, Gabriele Vagnato | –                    | 1 860 000      | 13,80% |
| 2       | 14 giugno 2025 | Marco Liorni | Elettra Lamborghini | Adriano Panatta      | Roberto Lipari     | Riccardo Rossi     | Paola Barale    | Gemelli di Guidonia, Gabriele Vagnato | Cristiano Malgioglio | 1 724 000      | 13,70% |
| 3       | 21 giugno 2025 | Marco Liorni | Amanda Lear         | Francesco Paolantoni | Sergio Friscia     | Elenoire Casalegno | Paolo Conticini | Gemelli di Guidonia, Gabriele Vagnato | –                    | 1 984 000      | 16,60% |
| Media   | Media          | Media        | Media               | Media                | Media              | Media              | Media           | Media                                 | Media                | 1 856 000      | 14,70% |

## Audience
| Edizione | Rete televisiva | Anno | Stagione         | Programmazione | Programmazione | Programmazione | Programmazione | Programmazione | Programmazione | Programmazione | Collocazione | Telespettatori | Share  | Premiere       | Premiere | Finale         | Finale |
| Edizione | Rete televisiva | Anno | Stagione         | L              | M              | M              | G              | V              | S              | D              | Collocazione | Telespettatori | Share  | Telespettatori | Share    | Telespettatori | Share  |
| -------- | --------------- | ---- | ---------------- | -------------- | -------------- | -------------- | -------------- | -------------- | -------------- | -------------- | ------------ | -------------- | ------ | -------------- | -------- | -------------- | ------ |
| Pilota   | Rai 1           | 2024 | estate           |                |                |                |                |                |                |                | Prima serata | 2 117 000      | 15,70% | –              | –        | –              | –      |
| 1ª       | Rai 1           | 2025 | primavera-estate | 1 856 000      | 14,70%         | 1 860 000      | 13,80%         | 1 984 000      | 16,60%         |                | Prima serata |                |        |                |          |                |        |